# 水島発電所
水島発電所（みずしまはつでんしょ）は、岡山県倉敷市潮通1-1にある中国電力の天然ガス・石炭火力発電所。

## 概要
1960年（昭和35年）から建設が始まった水島コンビナートの電力をまかなうため、 1961年（昭和36年）に1号機が運転を開始、3号機までが建設された。
1、2号機の燃料は当初石炭であったが、後に重油に変更、さらに2号機は1984年（昭和59年）5月に石炭へ再転換した。
2004年度（平成16年度）より、発電所全体での改造工事が開始され、まず2号機では製造する蒸気の一部を隣接する三菱化学水島事業所に供給できるように改造。続いて3号機では燃料転換工事を行い使用燃料を天然ガスに転換した。最後の1号機ではコンバインドサイクル発電設備へ更新、同時に使用燃料を天然ガスに転換した。燃料の天然ガスは水島エルエヌジーが所有する水島LNG基地より受け入れている。
水島発電所2号機については発電効率が低く老朽化したため2022年4月28日から発電を停止しており、中国電力では2号機を2023年4月30日に廃止した（1号機と3号機は稼働を継続する）。

## 発電設備
- 総出力：78.1万kW[2]
- 敷地面積：約26万7千m2

### 稼働中の設備
1号機
発電方式：1,400℃級コンバインドサイクル発電方式（ガスタービン・蒸気タービン別軸構成）
定格出力：28.5万kW*
　ガスタービン：19.2万kW × 1軸
　蒸気タービン： 9.8万kW × 1軸
熱効率：約50%（高位発熱量基準）
使用燃料：天然ガス（2009年4月8日に石炭から転換）
営業運転開始：1961年（昭和36年）11月
発電設備更新：2009年（平成21年）4月8日
* ガスタービンと蒸気タービンを合計して最大28.5万kWとなるよう運転される。
3号機
発電方式：汽力発電方式
定格出力：34万kW
使用燃料：天然ガス（2006年4月1日に重油、原油から転換）
営業運転開始：1973年（昭和48年）2月

### 廃止の設備
2号機
発電方式：汽力発電方式
定格出力：15.6万kW*
使用燃料：石炭（1984年5月に重油から転換）
営業運転開始：1963年（昭和38年）8月
蒸気供給開始：2005年（平成17年）5月12日
* 水島事業所への供給蒸気量等により出力は変動（12.0万kW〜15.6万kW）する。
2号機は2022年4月28日から発電を停止しており、2023年4月30日に廃止。